# キュウリウオ目
キュウリウオ目（学名：Osmeriformes）は、硬骨魚類の分類群の一つ。5科20属で構成され、アユ、シシャモ、シラウオ、ワカサギなどよく知られた釣魚・食用魚を含む47種が所属する。ほぼすべての種類は淡水魚か、あるいは海洋と河川を往復して暮らす遡河性の魚類である。

## 概要
キュウリウオ目はサケ目・カワカマス目・ニギス目との関係が深く、これら4目は原棘鰭上目としてまとめられていた。キュウリウオ目はかつてニギス目とともにサケ目に含められていたが、Nelson（1994）によってキュウリウオ亜目・ニギス亜目の2亜目13科からなる独立の目とされた。その後Nelson（2006）において、ニギス亜目が単独の目として分離された。Nelson（2016）ではガラクシアス科が分離され、キュウリウオ科の亜科が独立した。
ほとんどの種類は淡水で産卵する。キュウリウオ上科は北半球に分布し、仔魚〜稚魚期のみを海で過ごすアユや、産卵のため遡上回遊するシシャモ・ワカサギなど種によってさまざまな生活史がある。ガラクシアス上科は南半球の淡水域に生息し、特にタスマニア島を含むオーストラリア南東部と、ニュージーランドに多くの種類が分布する。
体型は一般に細長く小型で、体長は最大でも60センチメートル未満である。腹鰭は腹部の中央についている。脂鰭をもつ種類ともたない種類があり、科以下の分類に用いられる。基蝶形骨・眼窩蝶形骨を欠く。

## 分類
Nelson（2016）では2亜目5科が認められ、20属47種が分類されている。かつて本目に含められていたニギス亜目 Argentinoidei は、Nelson（2006）により独立のニギス目 Argentiniformes として扱われるようになった。和名のない分類名については、本稿では上野・坂本（2005）によるカタカナ表記を参考とした。

### キュウリウオ亜目
キュウリウオ亜目 Osmeroidei は3科14属からなり、36種を含む。卵は粘着性の膜で覆われ、産卵後は砂礫などに付着する。かつて本上科に属していたスンダサランクス科 Sundasalangidae はニシン科に移されている。

#### キュウリウオ科

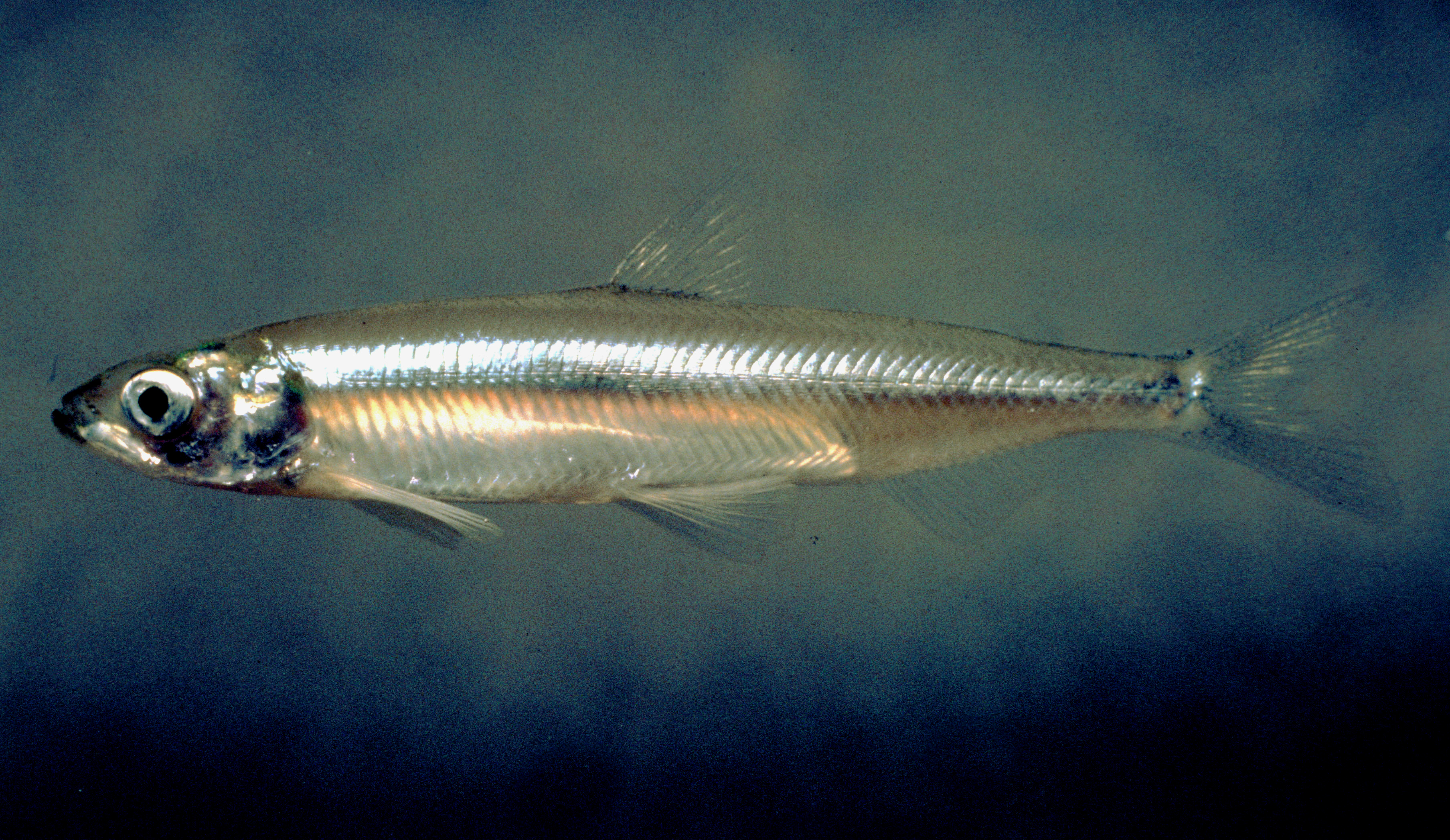
ワカサギ属の1種（Hypomesus transpacificus）

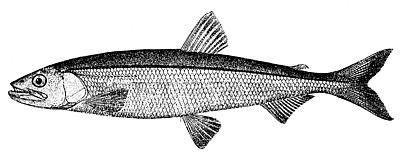
キュウリウオ属の1種（Osmerus mordax）

キュウリウオ科 Osmeridae 英: Smelt は6属15種。口蓋骨はダンベル状で、腹鰭の鰭条は8本。脂鰭をもつ。側線はあるが、多くの種では不完全である。体色は主に銀色で、体長20センチメートル未満の種類が多い。
- Allosmerus 属
- ワカサギ属 Hypomesus
- カラフトシシャモ属 Mallotus
- キュウリウオ属 Osmerus
- シシャモ属 Spirinchus
- Thaleichthys 属

#### アユ科
アユ科 Plecoglossidae にはアユ1種のみが所属する。日本および中国大陸沿岸に分布する。
- アユ属 Plecoglossus

#### シラウオ科
シラウオ科 Salangidae には7属20種が分類されている。樺太からベトナムまでのアジアに分布する。鱗は無く、体は細長い。
- Hemisalanx 属
- Leucosoma 属
- イシカワシラウオ属 Neosalangichthys
- ヒメシラウオ属 Neosalanx
- Protosalanx 属
- シラウオ属 Salangichthys
- アリアケシラウオ属 Salanx

### Retropinnoidei 亜目
Retropinnoidei 亜目  は1科3属6種で構成される。分布はオーストラリア・ニュージーランドなど南半球が中心である。

#### ミナミキュウリウオ科
ミナミキュウリウオ科 Retropinnidae は2亜科3属5種。
- ミナミアユ亜科　1属2種。背鰭は腹鰭の真上にある。現生種は内1種で、オーストラリア南東部およびタスマニア島に分布し、体長35センチメートル程度にまで成長する。
  - ミナミアユ属 Prototroctes

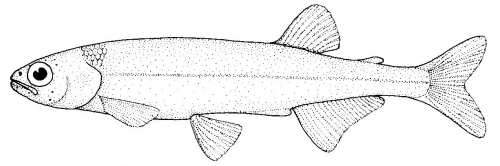
ミナミキュウリウオ（Retropinna retropinna）。背鰭は腹鰭より後方、臀鰭と一部重なる位置にある

- ミナミキュウリウオ（Retropinna retropinna）。背鰭は腹鰭より後方、臀鰭と一部重なる位置にあるミナミキュウリウオ亜科 Retropinninae　2属4種。背鰭は腹鰭より後方にある。体長は最大でも15センチメートル程度。オーストラリアとニュージーランドに分布する。
  - ミナミキュウリウオ属 Retropinna
  - Stokellia 属